# Echtrop

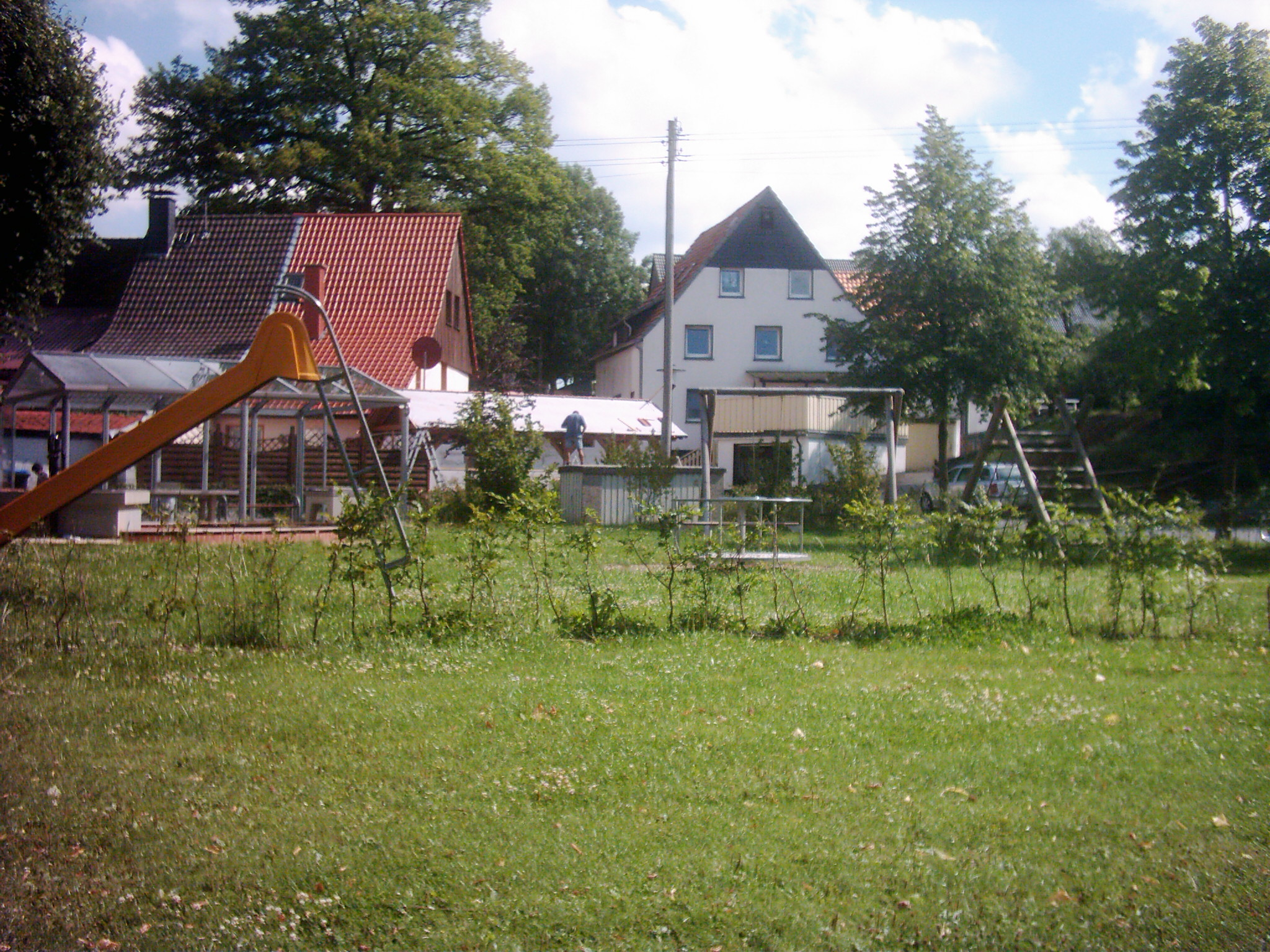
Echtroper Dorfplatz, Am Bauernteich

Echtrop ist ein Ortsteil der Gemeinde Möhnesee im Kreis Soest, Nordrhein-Westfalen.
Echtrop besteht im Wesentlichen aus Bauernhöfen und Wohnhäusern und ist auf dem Haarstrang südlich von Soest gelegen.

## Geschichte
Am 1. Juli 1969 wurde Echtrop durch das Soest/Beckum-Gesetz in die Gemeinde Möhnesee eingegliedert.
In dem früheren Bahnhof der stillgelegten Westfälischen Landes-Eisenbahn befand sich bis 2014 das Gasthaus »Heckenkamp«. Auf der früheren Bahntrasse besteht heute ein Radweg.

## Einrichtungen
Auf der Anhöhe westlich des eigentlichen Dorfes finden sich zwei ehemalige Militärstandorte der Kanadier und Briten. In dem einen hatte die Bundeswehr (FlaRakGrp 21) bis zum Jahre 2004 einen Standort in der Graf-Yorck-Kaserne. Der andere Standort ist zu einem Gewerbegebiet geworden.
In einem Echtroper Gewerbegebiet befindet sich außerdem eine ehemals von kanadischen Soldaten erbaute Eislaufhalle. Diese wird von mehreren Eishockey-, einem Eisschnelllauf- und Shorttrack- und einem Eiskunstlaufverein, sowie für öffentlich Eislaufzeiten genutzt.
Im September 2015 wurde auf einem Drittel der Fläche der ehemaligen Graf-Yorck-Kaserne in den alten Kasernengebäuden eine Zentrale Unterbrings-Einrichtung (ZUE) für bis zu 1000 Flüchtlinge eingerichtet. Die ZUE wird vom Malteser Hilfsdienst betrieben. Im November 2015 waren 400 Flüchtlinge in der ZUE untergebracht.
Zwischen Echtrop und dem benachbarten Ortsteil Berlingsen befindet sich in einem Waldstück eine Leichtathletikplatz mit einer 400 Meter langen Tartan-Laufbahn, einem Asche-Mehrzweckplatz mit Sprunggrube und einem Rasen-Bolzplatz.

## Sehenswertes
Neben dem Industriegebiet steht ein mehr als 250 Jahre alter Lindenbaum, die Schäferlinde.

## Persönlichkeiten
- Kaspar Kamp (1863–1922), Schulleiter und Politiker, in Echtrop geboren